# 사파타주의

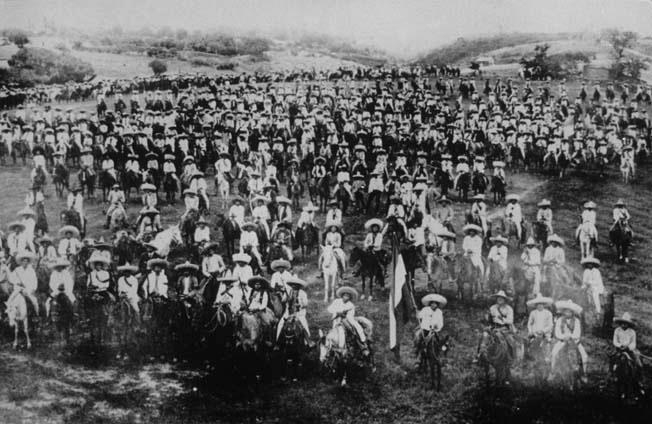
사파타군

사파타주의(스페인어: Zapatismo 사파티스모[*])는 멕시코 혁명 지도자 중 한 명인 에밀리아노 사파타의 사상 및 그 사상에 따르는 무장운동이다. 사파타의 남부해방군 병사들을 사파타주의자(Zapatistas 사파티스타[*])라고 불렀다.
사파타주의의 가장 핵심적인 구호는 일종의 사유존중을 반영하여 토지는 농민이 소유해야 한다는 것이었다. 이는 사파타 본인이 주창한 것으로서 그는 멕시코 지주계급을 무너뜨리고 농토를 남부의 소작농 계층에게 되돌려줄 것을 추구했다. 사파타가 암살된 뒤 오늘날에는 사파티스타 민족해방군이라는 집단이 사파타의 후계자를 자처하고 있는데 이들을 신사파타주의자라고 한다.